# (13435) Rohret
(13435) Rohret (1999 VX67) – planetoida z pasa głównego asteroid okrążająca Słońce w ciągu 3,49 lat w średniej odległości 2,3 j.a. Odkryta 4 listopada 1999 roku.